# Ligue réunionnaise de football
La Ligue réunionnaise de football (LRF) est une association réunionnaise, fondée le 19 février 1956, regroupant les clubs de football de La Réunion et chargée de l'organisation de la pratique du football à la Réunion, notamment des compétitions régionales et des matchs internationaux des équipes de la Réunion.
Elle est affiliée à la fédération française de football (FFF) depuis le 16 Février 1957 et est un membre associé de la Conféderation Africaine de football (CAF) depuis le 17 décembre 1992.
Le siège de la LRF est situé à la Maison régionale des sports, 18 Route Philibert Tsiranana, 97490 Sainte-Clotilde.

## Historique
La ligue réunionnaise de football est fondée le 19 février 1956 à l'Hôtel de l'Europe à Saint-Denis et est constituée officiellement le 9 mars. Gabriel Macé en devient le premier président. Avec ses 3 commissions (Statuts et règlement, Arbitrage et Discipline), la Ligue met aussi en place des cours d'arbitrage. La ligue étant membre associée de la CAF depuis le 17 décembre 1992, elle peut ainsi engager, chaque année depuis 1994, ses équipes de clubs dans les trois compétitions de la CAF. Les premières rencontres amicales eurent lieu en 1993.
Pour la saison 2004-2005, la Ligue comptait plus de 30441 licenciés.
Les trois principales compétitions à la Réunion sont :
- Le Championnat de la Réunion
- La Coupe de la réunion
- La Coupe Régionale de France

La Réunion n'étant pas membre de la FIFA, un joueur ayant déjà représenté l'île lors d’une « compétition officielle » organisée par la CAF reste éligible pour représenter la France lors d’une « compétition officielle » organisée par la FIFA ou l'UEFA. 

## Dirigeants
| Période     | Président        |
| ----------- | ---------------- |
| 1956 - 1960 | Gabriel Macé     |
| 1960 - 1965 | Olivier Payet    |
| 1965 - 1973 | Dominique Sauger |
| 1973 - 1977 | Francis Coré     |
| 1977 - 1981 | Gilbert Annette  |
| 1981 - 2015 | Yves Ethève      |
| 2015-2017   | Noël Vidot       |
| 2017-2024   | Yves Ethève      |
| Depuis 2024 | Rosaire Morsicot |

## Structures

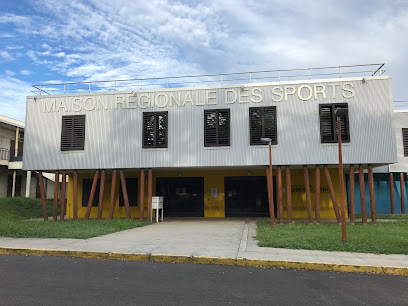
Maison Régionale des sports, où se trouve le siège de ligue Réunionnaise de football

Le siège de la LRF est situé à la Maison régionale des sports, 18 Route Philibert Tsiranana, 97490 Sainte-Clotilde
Statuts
La ligue réunionnaise de football a pour rôle : 
- d'organiser, de développer et de contrôler l'enseignement et la pratique du football, sous toutes ses formes, par des joueurs de statuts différents à la Réunion,
- de créer et de maintenir un lien entre ses membres individuels, les clubs affiliés, et la Ligue du football amateur (LFA),
- de défendre les intérêts moraux et matériels du football réunionnais,
- d'entretenir toutes relations utiles avec la FFF ainsi qu'avec les associations étrangères (notamment la CAF), les organismes sportifs régionaux et les pouvoirs publics.

Identité visuelle

jusqu'en 2019
Depuis 2019

## Organisation de compétitions
La LRF s'occupe de la gestion de l'ensemble des ligues régionales de l'île (Régionale 1, Super 2, Régionale 2, Régionale 3).
La ligue gère également l'organisation des coupes de la Réunion et coupes Régionale de France, ainsi que le trophée des champions.
| Compétitions masculines de football Séniors : - Régionale 1 - Super 2 - Régionale 2 - Régionale 3 - Coupe de la Réunion - Coupe Régionale de France - Trophée des champions - Challenge Vétérans - Coupe des Vétérans Jeunes : - Compétitions régionales U10, U11, U12, U13, U14, U15, U17 et U19 Compétitions féminines de football - Féminines élite - Coupe Féminines adultes - Coupe Féminines U16 | Compétitions de futsal - Coupe de Futsal Compétitions de football entreprise - Régionale 1 Entreprise - Division 2 Entreprise - Coupe de football entreprise |

## Palmarès des équipes nationales
| Équipe de La Réunion masculine A | Équipe de La Réunion masculine A                                            |
| Compétitions continentales | Trophées divers                                                             |
| --- | --------------------------------------------------------------------------- |
| Jeux des îles de l'océan Indien (5 titres) Vainqueur en 1979, 1998, 2007, 2015 et 2019 Finaliste en 1985, 1993 et 2003 Demi-finaliste en 2011 Cinquième en 1990 Coupe des Ligues Régionales (1 titre) Vainqueur en 2009 | Coupe de l'Outre-Mer (2 titres) Vainqueur en 2008 et 2012 Finaliste en 2010 |
| Équipe de la Réunion féminine A |                                                                             |
| Coupe d'Afrique des nations Phase de groupes en 2000 Jeux des îles de l'océan indien (1 titre) Vainqueur en 2015 |                                                                             |

## Statistiques

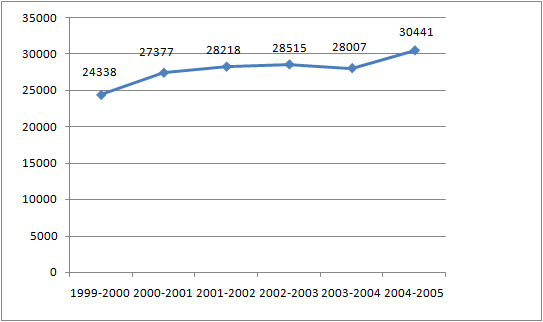
Évolution du nombre de Licenciés entre 1999 et 2005